# Katra Medniganj
Katra Medniganj là một thị xã và là một nagar panchayat của quận Pratapgarh thuộc bang Uttar Pradesh, Ấn Độ.

## Nhân khẩu
Theo điều tra dân số năm 2001 của Ấn Độ, Katra Medniganj có dân số 7815 người. Phái nam chiếm 49% tổng số dân và phái nữ chiếm 51%. Katra Medniganj có tỷ lệ 65% biết đọc biết viết, cao hơn tỷ lệ trung bình toàn quốc là 59,5%: tỷ lệ cho phái nam là 72%, và tỷ lệ cho phái nữ là 58%. Tại Katra Medniganj, 16% dân số nhỏ hơn 6 tuổi.